# Систем дугодометног осматрања и извиђања
Систем дугодометног осматрања и извиђања или СДОИ је систем сензора развијен од стране израелске фирме Елбит Системс како би обезбедио надзор на великим даљинама и у ноћним условима. Уређај се састоји из инфра ред уређаја са осматрање од напред као и ццд сензора сензора слике. У необавезне компонене спадају ласерски даљиномер, уграђени компас и инчметар (мерач углова), који омогућава боље одређивање географског положаја. Систем може да ради и даљинки помоћу контролног уређаја (управљача) на даљини од 100 m , која се може повећати и до неколико километара, коришћењем влакнасте везе.
Сензорски уређај испоручује се заједно са стативом, може се постављати на возилима или на торњевима. Овај систем представља само једну од компоненти која је увршћена почетну фазу СБинет програма Министарства Државне Безбедности САД.